# Список сезонов хоккейного клуба «Локомотив» (Ярославль)
Статистика выступлений основной команды ярославского хоккейного клуба «Локомотив» (в 1959—1963 годах назывался «ЯМЗ», в 1963—1964 — «Труд», в 1964—1965 — «Мотор», в 1965—2000 — «Торпедо»). С 1987 года ярославцы выступают в высших чемпионатах СССР / России.
Сокращения: И = проведённые игры, В = выигрыши или выигрыши в основное время (если возможно иное), П = поражения или поражения в основное время (если возможно иное), Н = ничьи, ВО = выигрыши в овертаймах, ПО = поражения в овертаймах, ВБ = выигрыши в послематчевых буллитах, ПБ = поражения в послематчевых буллитах, О = очки, %О = процент набранных очков, ЗШ = забитые шайбы, ПШ = пропущенные шайбы, ШВ = штрафное время (минут). Цвета фона соответствуют медалям, также показаны повышения и понижения в классе.

## Первенство РСФСР, класс «Б»
| Сезон   | Соревнование     | Место   | И  | В  | Н | П  | О  | ЗШ  | ПШ  |
| ------- | ---------------- | ------- | -- | -- | - | -- | -- | --- | --- |
| 1959/60 | Вторая группа    | 6 из 8  | 14 | 3  | 0 | 11 | 6  | 59  | 84  |
| 1960/61 | Вторая группа    | 4 из 8  | 14 | 7  | 1 | 6  | 15 | 61  | 64  |
| 1961/62 | Вторая группа    | 5 из 8  | 7  | 3  | 2 | 2  | 8  | 27  | 24  |
| 1962/63 | Вторая группа    | 6 из 8  | 7  | 3  | 0 | 4  | 6  | 32  | 31  |
| 1963/64 | Первая группа    | 7 из 9  | 32 | 11 | 2 | 19 | 24 | 118 | 137 |
| 1964/65 | Первая группа    | 5 из 8  | 28 | 11 | 7 | 10 | 29 | 85  | 86  |
| 1965/66 | Первая группа    | 2 из 9  | 32 | 24 | 2 | 6  | 50 | 155 | 59  |
| 1965/66 | Полуфинал класса | 1 из 4  | 3  | 3  | 0 | 0  | 6  | 21  | 1   |
| 1965/66 | Финал класса     | 4 из 4  | 6  | 1  | 1 | 4  | 3  | 18  | 26  |
| 1966/67 | Первая группа    | 1 из 12 | 44 | 31 | 3 | 10 | 65 | 215 | 102 |
| 1966/67 | Полуфинал класса | 1 из 5  | 4  | 3  | 1 | 0  | 7  | 19  | 8   |
| 1966/67 | Финал класса     | 2 из 4  | 6  | 4  | 0 | 2  | 8  | 18  | 19  |

## Чемпионат СССР, класс «А»
| Сезон   | Соревнование      | Место    | И  | В  | Н | П  | О  | ЗШ  | ПШ  |
| ------- | ----------------- | -------- | -- | -- | - | -- | -- | --- | --- |
| 1967/68 | Третья группа     | 5 из 16  | 30 | 14 | 8 | 8  | 36 | 101 | 67  |
| 1968/69 | Вторая лига       | 1 из 11  | 40 | 29 | 6 | 5  | 64 | 156 | 76  |
| 1969/70 | Первая лига       | 9 из 12  | 44 | 16 | 7 | 21 | 39 | 126 | 146 |
| 1970/71 | Вторая лига       | 8 из 13  | 48 | 20 | 5 | 23 | 45 | 161 | 156 |
| 1971/72 | Вторая лига       | 2 из 14  | 52 | 32 | 3 | 17 | 67 | 230 | 158 |
| 1972/73 | Вторая лига       | 2 из 13  | 48 | 27 | 9 | 12 | 63 | 202 | 149 |
| 1973/74 | Вторая лига       | 9 из 15  | 56 | 22 | 8 | 26 | 52 | 180 | 188 |
| 1974/75 | Вторая лига       | 2 из 14  | 52 | 28 | 8 | 16 | 64 | 210 | 152 |
| 1975/76 | Вторая лига       | 8 из 14  | 52 | 21 | 5 | 26 | 47 | 205 | 215 |
| 1976/77 | Вторая лига       | 13 из 14 | 52 | 12 | 6 | 34 | 30 | 198 | 259 |
| 1977/78 | Вторая лига       | 6 из 14  | 52 | 26 | 5 | 21 | 57 | 238 | 208 |
| 1978/79 | Вторая лига       | 3 из 12  | 44 | 27 | 4 | 13 | 58 | 229 | 153 |
| 1979/80 | Вторая лига       | 15 из 16 | 60 | 15 | 5 | 40 | 35 | 202 | 306 |
| 1980/81 | Вторая лига       | 9 из 16  | 60 | 27 | 7 | 26 | 61 | 245 | 221 |
| 1981/82 | Вторая лига       | 3 из 12  | 44 | 25 | 8 | 11 | 58 | 229 | 123 |
| 1982/83 | Вторая лига       | 1 из 14  | 52 | 43 | 2 | 7  | 88 | 380 | 153 |
| 1982/83 | Переходный турнир | 2 из 6   | 10 | 7  | 2 | 1  | 16 | 59  | 31  |
| 1983/84 | Первая лига       | 8 из 16  | 60 | 26 | 4 | 30 | 56 | 238 | 241 |
| 1984/85 | Первая лига       | 6 из 16  | 52 | 29 | 5 | 18 | 63 | 209 | 162 |
| 1985/86 | Первая лига       | 7 из 20  | 64 | 40 | 8 | 16 | 88 | 298 | 187 |
| 1986/87 | Первая лига       | 1 из 10  | 36 | 29 | 2 | 5  | 60 | 179 | 85  |
| 1986/87 | Переходный турнир | 1 из 8   | 28 | 18 | 3 | 7  | 39 | 117 | 74  |

## Чемпионат СССР/СНГ, Высшая лига
| Сезон                      | Команда | Первый этап регулярного сезона | Первый этап регулярного сезона | Первый этап регулярного сезона | Первый этап регулярного сезона | Первый этап регулярного сезона | Первый этап регулярного сезона | Первый этап регулярного сезона | Первый этап регулярного сезона | Второй этап регулярного сезона (сумма с первым) | Второй этап регулярного сезона (сумма с первым) | Второй этап регулярного сезона (сумма с первым) | Второй этап регулярного сезона (сумма с первым) | Второй этап регулярного сезона (сумма с первым) | Второй этап регулярного сезона (сумма с первым) | Второй этап регулярного сезона (сумма с первым) | Второй этап регулярного сезона (сумма с первым) | Переходный / Утешительный (1991/92) турнир | Переходный / Утешительный (1991/92) турнир | Переходный / Утешительный (1991/92) турнир | Переходный / Утешительный (1991/92) турнир | Переходный / Утешительный (1991/92) турнир | Переходный / Утешительный (1991/92) турнир | Переходный / Утешительный (1991/92) турнир | Переходный / Утешительный (1991/92) турнир |
| Сезон                      | Команда | Место                          | И                              | В                              | Н                              | П                              | О                              | ЗШ                             | ПШ                             | Место                                           | И                                               | В                                               | Н                                               | П                                               | О                                               | ЗШ                                              | ПШ                                              | Место                                      | И                                          | В                                          | Н                                          | П                                          | О                                          | ЗШ                                         | ПШ                                         |
| -------------------------- | ------- | ------------------------------ | ------------------------------ | ------------------------------ | ------------------------------ | ------------------------------ | ------------------------------ | ------------------------------ | ------------------------------ | ----------------------------------------------- | ----------------------------------------------- | ----------------------------------------------- | ----------------------------------------------- | ----------------------------------------------- | ----------------------------------------------- | ----------------------------------------------- | ----------------------------------------------- | ------------------------------------------ | ------------------------------------------ | ------------------------------------------ | ------------------------------------------ | ------------------------------------------ | ------------------------------------------ | ------------------------------------------ | ------------------------------------------ |
| 1987/88                    | 1987/88 | 11 из 14                       | 26                             | 11                             | 2                              | 13                             | 24                             | 81                             | 100                            | Не попали                                       | Не попали                                       | Не попали                                       | Не попали                                       | Не попали                                       | Не попали                                       | Не попали                                       | Не попали                                       | 2 из 10                                    | 36                                         | 23                                         | 2                                          | 11                                         | 48                                         | 151                                        | 102                                        |
| 1988/89                    | 1988/89 | 11 из 14                       | 28                             | 10                             | 3                              | 15                             | 23                             | 81                             | 87                             | Не попали                                       | Не попали                                       | Не попали                                       | Не попали                                       | Не попали                                       | Не попали                                       | Не попали                                       | Не попали                                       | 3 из 10                                    | 36                                         | 24                                         | 2                                          | 10                                         | 50                                         | 167                                        | 111                                        |
| 1989/90                    | 1989/90 | 5                              | 30                             | 16                             | 2                              | 12                             | 34                             | 93                             | 86                             | 7 из 16                                         | 48                                              | 21                                              | 6                                               | 21                                              | 48                                              | 145                                             | 146                                             |                                            |                                            |                                            |                                            |                                            |                                            |                                            |                                            |
| 1990/91                    | 1990/91 | 7                              | 28                             | 13                             | 4                              | 11                             | 30                             | 83                             | 80                             | 7 из 15                                         | 46                                              | 17                                              | 10                                              | 19                                              | 44                                              | 131                                             | 139                                             |                                            |                                            |                                            |                                            |                                            |                                            |                                            |                                            |
| 1991/92                    | 1991/92 | 11 из 16                       | 30                             | 11                             | 4                              | 15                             | 26                             | 92                             | 107                            | Не попали                                       | Не попали                                       | Не попали                                       | Не попали                                       | Не попали                                       | Не попали                                       | Не попали                                       | Не попали                                       | без места                                  | 18                                         | 11                                         |                                            | 7                                          | 22                                         | 59                                         | 44                                         |
| Всего в регулярных сезонах |         |                                |                                |                                |                                |                                |                                |                                |                                |                                                 | 176                                             | 70                                              | 25                                              | 81                                              |                                                 | 530                                             | 579                                             |                                            |                                            |                                            |                                            |                                            |                                            |                                            |                                            |

## Межнациональная хоккейная лига
| Сезон   | Команда | Первый этап регулярного сезона | Первый этап регулярного сезона | Первый этап регулярного сезона | Первый этап регулярного сезона | Первый этап регулярного сезона | Первый этап регулярного сезона | Первый этап регулярного сезона | Первый этап регулярного сезона | Второй этап регулярного сезона (сумма с первым) | Второй этап регулярного сезона (сумма с первым) | Второй этап регулярного сезона (сумма с первым) | Второй этап регулярного сезона (сумма с первым) | Второй этап регулярного сезона (сумма с первым) | Второй этап регулярного сезона (сумма с первым) | Второй этап регулярного сезона (сумма с первым) | Второй этап регулярного сезона (сумма с первым) | Плей-офф / Кубок лиги | Плей-офф / Кубок лиги | Плей-офф / Кубок лиги | Плей-офф / Кубок лиги | Плей-офф / Кубок лиги | Плей-офф / Кубок лиги                                                                      |
| Сезон   | Команда | Место                          | И                              | В                              | Н                              | П                              | О                              | ЗШ                             | ПШ                             | Место                                           | И                                               | В                                               | Н                                               | П                                               | О                                               | ЗШ                                              | ПШ                                              | И                     | В                     | П                     | ЗШ                    | ПШ                    | Результат                                                                                  |
| ------- | ------- | ------------------------------ | ------------------------------ | ------------------------------ | ------------------------------ | ------------------------------ | ------------------------------ | ------------------------------ | ------------------------------ | ----------------------------------------------- | ----------------------------------------------- | ----------------------------------------------- | ----------------------------------------------- | ----------------------------------------------- | ----------------------------------------------- | ----------------------------------------------- | ----------------------------------------------- | --------------------- | --------------------- | --------------------- | --------------------- | --------------------- | ------------------------------------------------------------------------------------------ |
| 1992/93 | 1992/93 | 5                              | 20                             | 6                              | 2                              | 12                             | 14                             | 42                             | 60                             | 5 (на западе)                                   | 42                                              | 20                                              | 6                                               | 16                                              | 46                                              | 126                                             | 106                                             | 4                     | 2                     | 2                     | 14                    | 16                    | Выиграли в 1/8 финала 2:0 у «Салавата Юлаева». Проиграли в 1/4 финала 0:2 «Динамо Мс».     |
| 1993/94 | 1993/94 | 6                              | 46                             | 28                             | 3                              | 15                             | 59                             | 181                            | 96                             | Не проводился                                   | Не проводился                                   | Не проводился                                   | Не проводился                                   | Не проводился                                   | Не проводился                                   | Не проводился                                   | Не проводился                                   | 4                     | 2                     | 2                     | 10                    | 10                    | Выиграли в 1/8 финала 2:0 у «Пардаугавы». Проиграли в 1/4 финала 0:2 «Трактору».           |
| 1994/95 | 1994/95 | 1 (на западе)                  | 52                             | 33                             | 4                              | 15                             | 70                             | 152                            | 96                             | Не проводился                                   | Не проводился                                   | Не проводился                                   | Не проводился                                   | Не проводился                                   | Не проводился                                   | Не проводился                                   | Не проводился                                   | 4                     | 2                     | 2                     | 9                     | 6                     | Выиграли в 1/8 финала 2:0 у «Автомобилиста». Проиграли в 1/4 финала 0:2 «Салавату Юлаеву». |
| 1995/96 | 1995/96 | 2                              | 26                             | 15                             | 4                              | 7                              | 34                             | 83                             | 58                             | 6                                               | 52                                              | 30                                              | 5                                               | 17                                              | 65                                              | 153                                             | 113                                             | 3                     | 1                     | 2                     | 8                     | 11                    | Проиграли в 1/8 финала 1:2 «Рубину».                                                       |
| Всего   |         |                                |                                |                                |                                |                                |                                |                                |                                |                                                 | 192                                             | 111                                             | 18                                              | 63                                              |                                                 | 612                                             | 411                                             | 15                    | 7                     | 8                     | 41                    | 43                    |                                                                                            |

## Чемпионат России
| Сезон   | Команда | Первый этап регулярного сезона | Первый этап регулярного сезона | Первый этап регулярного сезона | Первый этап регулярного сезона | Первый этап регулярного сезона | Первый этап регулярного сезона | Первый этап регулярного сезона | Первый этап регулярного сезона | Второй этап регулярного сезона (сумма с первым) | Второй этап регулярного сезона (сумма с первым) | Второй этап регулярного сезона (сумма с первым) | Второй этап регулярного сезона (сумма с первым) | Второй этап регулярного сезона (сумма с первым) | Второй этап регулярного сезона (сумма с первым) | Второй этап регулярного сезона (сумма с первым) | Второй этап регулярного сезона (сумма с первым) | Плей-офф / Кубок России (1997/98) | Плей-офф / Кубок России (1997/98) | Плей-офф / Кубок России (1997/98) | Плей-офф / Кубок России (1997/98) | Плей-офф / Кубок России (1997/98) | Плей-офф / Кубок России (1997/98) |
| Сезон   | Команда | Место                          | И                              | В                              | Н                              | П                              | О                              | ЗШ                             | ПШ                             | Место                                           | И                                               | В                                               | Н                                               | П                                               | О                                               | ЗШ                                              | ПШ                                              | И                                 | В                                 | П                                 | ЗШ                                | ПШ                                | Результат |
| ------- | ------- | ------------------------------ | ------------------------------ | ------------------------------ | ------------------------------ | ------------------------------ | ------------------------------ | ------------------------------ | ------------------------------ | ----------------------------------------------- | ----------------------------------------------- | ----------------------------------------------- | ----------------------------------------------- | ----------------------------------------------- | ----------------------------------------------- | ----------------------------------------------- | ----------------------------------------------- | --------------------------------- | --------------------------------- | --------------------------------- | --------------------------------- | --------------------------------- | --- |
| 1996/97 | 1996/97 | 2                              | 24                             | 16                             | 4                              | 4                              | 36                             | 65                             | 31                             | 3                                               | 44                                              | 28                                              | 8                                               | 8                                               | 64                                              | 132                                             | 66                                              | 9                                 | 9                                 | 0                                 | 29                                | 9                                 | Выиграли в 1/8 финала 2:0 у «Нефтехимика». Выиграли в 1/4 финала 2:0 у «Динамо Мс». Выиграли в 1/2 финала 2:0 у «Салавата Юлаева». Выиграли в финале 3:0 у «Лады». |
| 1997/98 | 1997/98 | 1                              | 26                             | 19                             | 3                              | 4                              | 41                             | 74                             | 37                             | 3                                               | 46                                              | 33                                              | 6                                               | 7                                               | 72                                              | 130                                             | 60                                              | 7                                 | 4                                 | 3                                 | 10                                | 13                                | 1/2 финала |
| 1998/99 | 1998/99 | 5                              | 42                             | 26                             | 5                              | 11                             | 57                             | 99                             | 61                             | Не проводился                                   | Не проводился                                   | Не проводился                                   | Не проводился                                   | Не проводился                                   | Не проводился                                   | Не проводился                                   | Не проводился                                   | 14                                | 11                                | 3                                 | 32                                | 16                                | Выиграли в 1/8 финала 3:0 у ЦСКА. Выиграли в 1/4 финала 3:0 у «Авангарда». Проиграли в 1/2 финала 1:3 «Металлургу Мг». 3 место.                                    |

| Сезон   | Команда | Первый этап регулярного сезона | Первый этап регулярного сезона | Первый этап регулярного сезона | Первый этап регулярного сезона | Первый этап регулярного сезона | Первый этап регулярного сезона | Первый этап регулярного сезона | Первый этап регулярного сезона | Первый этап регулярного сезона | Первый этап регулярного сезона | Второй этап регулярного сезона | Второй этап регулярного сезона | Второй этап регулярного сезона | Второй этап регулярного сезона | Второй этап регулярного сезона | Второй этап регулярного сезона | Второй этап регулярного сезона | Второй этап регулярного сезона | Второй этап регулярного сезона | Второй этап регулярного сезона | Плей-офф | Плей-офф | Плей-офф | Плей-офф | Плей-офф | Плей-офф |
| Сезон   | Команда | Место                          | И                              | В                              | ВО                             | Н                              | ПО                             | П                              | О                              | ЗШ                             | ПШ                             | Место                          | И                              | В                              | ВО                             | Н                              | ПО                             | П                              | О                              | ЗШ                             | ПШ                             | И        | В        | П        | ЗШ       | ПШ       | Результат |
| ------- | ------- | ------------------------------ | ------------------------------ | ------------------------------ | ------------------------------ | ------------------------------ | ------------------------------ | ------------------------------ | ------------------------------ | ------------------------------ | ------------------------------ | ------------------------------ | ------------------------------ | ------------------------------ | ------------------------------ | ------------------------------ | ------------------------------ | ------------------------------ | ------------------------------ | ------------------------------ | ------------------------------ | -------- | -------- | -------- | -------- | -------- | --- |
| 1999/00 | 1999/00 | 4                              | 38                             | 21                             | 2                              | 5                              | 0                              | 10                             | 72                             | 91                             | 59                             | Не проводился                  | Не проводился                  | Не проводился                  | Не проводился                  | Не проводился                  | Не проводился                  | Не проводился                  | Не проводился                  | Не проводился                  | Не проводился                  | 10       | 5        | 5        | 22       | 21       | Выиграли в 1/8 финала 3:2 у «Торпедо НН». Проиграли в 1/4 финала 2:3 «Металлургу Нк». 5 место.                           |
| 2000/01 | 2000/01 | 7                              | 34                             | 14                             | 3                              | 5                              | 1                              | 11                             | 54                             | 88                             | 64                             | 1                              | 10                             | 5                              | 1                              | 1                              | 1                              | 2                              | 19                             | 29                             | 20                             | 11       | 5        | 5        | 19       | 23       | Выиграли в 1/4 финала 3:1 у «Ак Барса». Проиграли в 1/2 финала 2:3 «Авангарду». Проиграли третье место 1:0 «Северстали». |

| Сезон   | Команда | Регулярный сезон | Регулярный сезон | Регулярный сезон | Регулярный сезон | Регулярный сезон | Регулярный сезон | Регулярный сезон | Регулярный сезон | Регулярный сезон | Регулярный сезон | Плей-офф | Плей-офф | Плей-офф | Плей-офф | Плей-офф | Плей-офф |
| Сезон   | Команда | Место            | И                | В                | ВО               | Н                | ПО               | П                | О                | ЗШ               | ПШ               | И        | В        | П        | ЗШ       | ПШ       | Результат |
| ------- | ------- | ---------------- | ---------------- | ---------------- | ---------------- | ---------------- | ---------------- | ---------------- | ---------------- | ---------------- | ---------------- | -------- | -------- | -------- | -------- | -------- | --- |
| 2001/02 | 2001/02 | 1                | 51               | 35               | 2                | 6                | 2                | 6                | 117              | 167              | 80               | 9        | 9        | 0        | 28       | 9        | Выиграли в 1/4 финала 3:0 у «Крыльев Советов». Выиграли в 1/2 финала 3:0 у «Металлурга Мг». Выиграли в финале 3:0 у «Ак Барса».                             |
| 2002/03 | 2002/03 | 1                | 51               | 32               | 2                | 7                | 3                | 7                | 110              | 163              | 90               | 10       | 9        | 1        | 29       | 13       | Выиграли в 1/4 финала 3:0 у «Салавата Юлаева». Выиграли в 1/2 финала 3:0 у «Лады». Выиграли в финале 3:1 у «Северстали».                                    |
| 2003/04 | 2003/04 | 7                | 60               | 27               | 2                | 9                | 1                | 21               | 95               | 156              | 123              | 3        | 0        | 3        | 2        | 7        | Проиграли в 1/4 финала 0:3 «Ладе». 7 место. |
| 2004/05 | 2004/05 | 5                | 60               | 29               | 2                | 12               | 2                | 15               | 105              | 159              | 104              | 9        | 5        | 4        | 23       | 22       | Выиграли в 1/4 финала 3:1 у «Ак Барса». Проиграли в 1/2 финала 0:3 «Ладе». Выиграли третье место 2:0 у «Авангарда».                                         |
| 2005/06 | 2005/06 | 3                | 51               | 28               | 0                | 10               | 2                | 11               | 96               | 168              | 104              | 11       | 6        | 5        | 28       | 33       | Выиграли в 1/8 финала 3:1 у «Сибири». Выиграли в 1/4 финала 3:1 у «Химика». Проиграли в 1/2 финала 0:3 «Ак Барсу». 4 место.                                 |
| 2006/07 | 2006/07 | 7                | 54               | 25               | 2                | 8                | 1                | 18               | 88               | 153              | 136              | 7        | 4        | 3        | 20       | 21       | Выиграли в 1/8 финала 3:0 у «Динамо Мс». Проиграли в 1/4 финала 1:3 «Авангарду». 7 место.                                                                   |
| 2007/08 | 2007/08 | 5                | 57               | 29               | 5                |                  | 4                | 19               | 101              | 167              | 148              | 16       | 11       | 5        | 36       | 27       | Выиграли в 1/8 финала 3:1 у «Лады». Выиграли в 1/4 финала 3:1 у СКА. Выиграли в 1/2 финала 3:0 у «Металлурга Мг». Проиграли в финале 2:3 «Салавату Юлаеву». |

## Континентальная хоккейная лига(2008—2011)
| Сезон   | Команда | Регулярный сезон | Регулярный сезон | Регулярный сезон | Регулярный сезон | Регулярный сезон | Регулярный сезон | Регулярный сезон | Регулярный сезон | Регулярный сезон | Регулярный сезон | Регулярный сезон | Плей-офф | Плей-офф | Плей-офф | Плей-офф | Плей-офф | Плей-офф | Плей-офф | Плей-офф |
| Сезон   | Команда | Место            | И                | В                | ВО               | ВБ               | ПБ               | ПО               | П                | О                | ЗШ               | ПШ               | И        | В        | ВО       | ПО       | П        | ЗШ       | ПШ       | Результат |
| ------- | ------- | ---------------- | ---------------- | ---------------- | ---------------- | ---------------- | ---------------- | ---------------- | ---------------- | ---------------- | ---------------- | ---------------- | -------- | -------- | -------- | -------- | -------- | -------- | -------- | --- |
| 2008/09 | 2008/09 | 3                | 56               | 32               | 4                |                  |                  | 7                | 13               | 111              | 175              | 111              | 19       | 13       |          |          | 6        | 57       | 34       | Выиграли в 1/8 финала 3:1 у «Нефтехимика». Выиграли в 1/4 финала 3:0 у «Спартака». Выиграли в 1/2 финала 4:1 у «Металлург Мг». Проиграли в финале 3:4 «Ак Барсу».                          |
| 2009/10 | 2009/10 | 7                | 56               | 26               | 5                |                  |                  | 8                | 17               | 96               | 163              | 132              | 17       | 7        | 3        | 3        | 4        | 54       | 37       | Выиграли в 1/4 финала Западной конференции 3:1 у «Атланта». Выиграли в 1/2 финала Западной конференции 4:2 у «Спартака». Проиграли в финале Западной конференции 3:4 ХК МВД. 4 место.      |
| 2010/11 | 2010/11 | 3                | 54               | 33               | 1                | 1                | 4                | 1                | 14               | 108              | 202              | 143              | 18       | 7        | 3        | 1        | 8        | 63       | 61       | Выиграли в 1/4 финала Западной конференции 4:3 у «Динамо Мн». Выиграли в 1/2 финала Западной конференции 4:1 у «Динамо Р». Проиграли в финале Западной конференции 2:4 «Атланту». 3 место. |

## Высшая хоккейная лига
В связи с гибелью основного состава в авиакатастрофе 7 сентября 2011 года главная команда «Локомотива» на особых условиях временно выступала во второй по силе российской лиге.
| Сезон   | Команда | Регулярный сезон | Регулярный сезон | Регулярный сезон | Регулярный сезон | Регулярный сезон | Регулярный сезон | Регулярный сезон | Регулярный сезон | Регулярный сезон | Регулярный сезон | Плей-офф | Плей-офф | Плей-офф | Плей-офф | Плей-офф | Плей-офф | Плей-офф | Плей-офф | Плей-офф                                                                 |
| Сезон   | Команда | Место            | И                | В                | ВО               | Н                | ПО               | П                | ЗШ               | ПШ               | О                | И        | В        | ВО       | Н        | ПО       | П        | ЗШ       | ПШ       | Результат                                                                |
| ------- | ------- | ---------------- | ---------------- | ---------------- | ---------------- | ---------------- | ---------------- | ---------------- | ---------------- | ---------------- | ---------------- | -------- | -------- | -------- | -------- | -------- | -------- | -------- | -------- | ------------------------------------------------------------------------ |
| 2011/12 | 2011/12 | 3                | 22               | 13               | 0                | 0                | 3                | 6                | 68               | 47               | 42               | 10       | 4        | 1        | 0        | 2        | 3        | 20       | 19       | Выиграли в 1/8 финала 3:2 у ХК ВМФ. Проиграли в 1/4 финала 2:3 «Дизелю». |

## Континентальная хоккейная лига(с 2012)
И — количество проведенных игр, В — выигрыши в основное время, ВО — выигрыши в овертайме, ВБ — выигрыши в послематчевых буллитах, ПО — проигрыши в овертайме, ПБ — проигрыши в послематчевых буллитах, П — проигрыши в основное время, О — количество набранных очков, Ш — соотношение забитых и пропущенных голов, РС — место по результатам регулярного сезона
| Сезон   | И  | В  | ВО | ВБ | ПБ | ПО | П  | О   | Ш       | РС | Плей-офф |
| ------- | -- | -- | -- | -- | -- | -- | -- | --- | ------- | -- | --- |
| 2012/13 | 52 | 24 | 2  | 8  | 0  | 0  | 18 | 92  | 131-121 | 8  | Проиграли в 1/8 финала: 2-4 (Северсталь) |
| 2013/14 | 54 | 23 | 2  | 3  | 4  | 1  | 21 | 84  | 109-103 | 15 | Выиграли в 1/8 финала: 4-3 (Динамо М) Выиграли в 1/4 финала: 4-2 (СКА) Проиграли в 1/2 финала: 1-4 (Лев Прага)                                         |
| 2014/15 | 60 | 24 | 4  | 4  | 7  | 2  | 19 | 97  | 155-143 | 10 | Проиграли в 1/8 финала: 2-4 (Динамо М) |
| 2015/16 | 60 | 37 | 2  | 4  | 2  | 0  | 15 | 125 | 155-94  | 2  | Проиграли в 1/8 финала: 1-4 (СКА) |
| 2016/17 | 60 | 32 | 1  | 3  | 3  | 3  | 18 | 110 | 163-130 | 4  | Выиграли в 1/8 финала: 4-1 (Динамо Мн) Выиграли в 1/4 финала: 4-2 (ЦСКА) Проиграли в 1/2 финала: 0-4 (СКА)                                             |
| 2017/18 | 56 | 26 | 6  | 3  | 1  | 2  | 18 | 99  | 148-129 | 5  | Выиграли в 1/8 финала: 4-0 (Торпедо) Проиграли в 1/4 финала: 1-4 (СКА)                                                                                 |
| 2018/19 | 62 | 34 | 3  | 3  | 1  | 5  | 16 | 86  | 159-118 | 4  | Выиграли в 1/8 финала: 4-2 (Сочи) Проиграли в 1/4 финала: 1-4 (СКА)                                                                                    |
| 2019/20 | 62 | 25 | 4  | 5  | 2  | 3  | 23 | 73  | 170-151 | 11 | Проиграли в 1/8 финала: 2-4 (Йокерит) |
| 2020/21 | 60 | 30 | 5  | 3  | 2  | 5  | 15 | 83  | 181-126 | 5  | Выиграли в 1/8 финала: 4-0 (Йокерит) Проиграли в 1/4 финала: 3-4 (ЦСКА)                                                                                |
| 2021/22 | 47 | 19 | 3  | 1  | 3  | 6  | 15 | 55  | 113-103 | 11 | Проиграли в 1/8 финала: 0-4 (ЦСКА) |
| 2022/23 | 68 | 35 | 3  | 3  | 3  | 7  | 17 | 92  | 164-122 | 3  | Выиграли в 1/8 финала: 4-1 (Витязь) Проиграли в 1/4 финала: 3-4 (ЦСКА)                                                                                 |
| 2023/24 | 68 | 34 | 8  | 2  | 4  | 1  | 16 | 93  | 174-139 | 3  | Выиграли в 1/8 финала: 4-1 (ЦСКА) Выиграли в 1/4 финала: 4-3 (Авангард) Выиграли в 1/2 финала: 4-0 (Трактор) Проиграли в финале: 0-4 (Металлург)       |
| 2024/25 | 68 | 39 | 6  | 4  | 1  | 3  | 15 | 102 | 191-122 | 1  | Выиграли в 1/8 финала: 4-0 (Торпедо) Выиграли в 1/4 финала: 4-3 (Авангард) Выиграли в 1/2 финала: 4-1 (Салават Юлаев) Выиграли в финале: 4-1 (Трактор) |